# Library Genesis
Library Genesis eller LibGen är en sökmotor för vetenskapliga artiklar och böcker, som ger fri tillgång till annars betalt innehåll. Bland annat innehåller den PDF-filer från en webbportal vid namn ScienceDirect, vilket ägs av bokförlaget Elsevier. I augusti 2019 innehöll databasen mer än 76 miljoner vetenskapliga artiklar, 2,3 miljoner facklitterära böcker, 2,1 miljoner skönlitterära böcker och 2 miljoner filer av tecknade serier.

## Försök till blockering
Sedan 2020 är hemsidan "blockerad" efter ett beslut från Patent- och marknadsdomstolen i mål PMT 13284-18 efter påtryckningar från Elsevier. Sidan är dock fortfarande tillgänglig via alternativa URL-länkar och via parallella tjänster vilka innehåller delar av samma material som LibGen. Fungerar inte detta kan sidan vara tillgänglig via så kallad VPN-tjänst för att ansluta till LibGen via en anslutning från något annat land. Internetleverantören Bahnhof gjorde under samma tid en guide som respons på fenomenet angående varför det inte fungerar att blockera sidor på det här viset där de beskriver hur man kommer åt sidan ändå.